# Cheiridopsis
Cheiridopsis es un pequeño género de plantas suculentas perteneciente a la familia Aizoaceae endémico de Sudáfrica. Tiene 129 especies descritas y de estas, solo 33 aceptadas.
Es extremadamente resistente a la sequía y crece profusamente. Las hojas se agrupan en dos o tres pares, con las más pequeñas fuera y las más grandes en el interior. Se cubre de flores amarillas la mayoría del año en climas moderados. Resiste ligeras heladas.

## Taxonomía
El género fue descrito por (Haw) N.E.Br. y publicado en The Gardeners' Chronicle & Agricultural Gazette ser. 3. 78: 433. 1925.
Etimología
Cheiridopsis: nombre genérico que deriva del griego: cheiris = "mano, vagina" y -opsis = "similar", donde se refiere a las vainas parecidas al papel, que se forman durante el período de descanso.

## Especies
- Cheiridopsis subg. Cheiridopsis
  - Cheiridopsis amabilis S.A.Hammer
  - Cheiridopsis delphinoides S.A.Hammer
  - Cheiridopsis derenbergiana Schwantes
  - Cheiridopsis gamoepensis S.A.Hammer
  - Cheiridopsis imitans L.Bolus
  - Cheiridopsis meyeri N.E.Br.
  - Cheiridopsis minor (L.Bolus) H.E.K.Hartmann
  - Cheiridopsis namaquensis (Sond.) H.E.K.Hartmann
  - Cheiridopsis nelii Schwantes
  - Cheiridopsis pearsonii N.E.Br.
  - Cheiridopsis peculiaris N.E.Br.
  - Cheiridopsis rostrata (L.) N.E.Br.
  - Cheiridopsis schlechteri Tisch.
  - Cheiridopsis turbinata L.Bolus

- Cheiridopsis subg. Aequifoliae H.E.K.Hartmann
  - Cheiridopsis brownii Schick & Tisch.
  - Cheiridopsis caroli-schmidtii N.E.Br.
  - Cheiridopsis denticulata (Haw.) N.E.Br.
  - Cheiridopsis glomerata S.A.Hammer
  - Cheiridopsis herrei L.Bolus
  - Cheiridopsis pillansii L.Bolus
  - Cheiridopsis purpurea L.Bolus
  - Cheiridopsis robusta N.E.Br.
  - Cheiridopsis verrucosa L.Bolus

- Cheiridopsis subg. Odontophoroides H.E.K.Hartmann 
  - Cheiridopsis acuminata L.Bolus
  - Cheiridopsis aspera L.Bolus
  - Cheiridopsis pilosula L.Bolus
  - Cheiridopsis ponderosa S.A.Hammer
  - Cheiridopsis rudis L.Bolus
  - Cheiridopsis speciosa L.Bolus
  - Cheiridopsis umdausensis L.Bolus
  - Cheiridopsis velox S.A.Hammer